# Dvorac Hexenagger
Dvorac Hexenagger ( Schloss Hexenagger) je bavarski dvorac koji se nalazi u okrugu Hexenagger nalazi u blizini grada Altmannsteina u Parku prirode Altmühl  (Naturpark Altmühltal). Dvorac je vjerojatno prvi put izgrađen u desetom stoljeću, kad se prvi put spominje u zapisu iz samostana Sv. Emmerama iz Regensburga, godine 982. Kad je tek izgrađen u dvorcu je boravila bavarska plemićka obitelj Muggenthaler. Dvorac je bio uništen tijekom Tridesetogodišnjeg rata, a obnovljen je u baroknom stilu. Od izumiranja Hexenagger Muggerthaler obiteljske loze, dvorac je imao nekoliko vlasnika. Jedan od najznačajnijih vlasnika bio je izborni knez Karl Albrecht, kasnije Sveti rimski car Karlo VII., koji je dvorac kupio 1724. godine na dar svojoj ljubavnici, grofici Mariji Josephi von Morawitzky.
Danas je dvorac u privatnom vlasništvu Eberharda Leichtfußa i njegove obitelj. Leichtfuß je šesti naraštaj plemićke obitelji von Weidenbach koja je dvorac naslijedila i u njemu živi. Obitelj podržava obnovu dvorca ugošćujući razna događanja, uključujući ljetne srednjovjekovne festivale, vjenčanja, poslovne sastanke pojedinih tvrtki i Božićne sajmove.

## Vanjske poveznice
(njem.)Schloss Hexenagger